# Marie-Luise Herrmann
Marie-Luise Herrmann (* 6. Mai 1992 in Leipzig) ist eine ehemalige deutsche Fußballspielerin. 

## Karriere
Herrmann debütierte in der Saison 2008/09 für den Leipziger FC 07 in der Regionalliga Nordost und war in der Hinrunde 2009/10 Stammspielerin, ehe sie in der Winterpause zum Zweitligisten Lokomotive Leipzig wechselte. 2010/11 trug sie mit vier erzielten Toren zum Aufstieg in die Bundesliga bei. Dort gab sie am 21. August 2011 (1. Spieltag) bei der 1:2-Niederlage gegen den FCR 2001 Duisburg ihr Debüt und kam auch bei den folgenden 21 Saisonspielen zum Einsatz. Den Abstieg des Vereins als Tabellenletzter konnte sie jedoch nicht verhindern. Nach der Auflösung von Lokomotive im Sommer 2013 schloss sie sich dem Nachfolgeverein FFV Leipzig an, für den sie bis Mai 2014 in 22 Spielen auflief. Ab Sommer 2014 war sie zunächst vereinslos, kehrte im Dezember 2014 aber zum FFV Leipzig zurück, bestritt in den folgenden eineinhalb Jahren 30 Zweitligaspiele und erzielte dabei zehn Tore. Ab der Saison 2016/17 stand Herrmann beim Bundesligisten FF USV Jena unter Vertrag.
Zur Saison 2018/19 wechselte sie zum Regionalligisten RB Leipzig. und bestritt bis zum Saisonende 2019/20 32 Punktspiele in der drittklassigen Regionalliga Nordost, in denen ihr 13 Tore gelangen. Mit der regionalen Meisterschaft am Saisonende 2019/20 stieg sie mit ihrer Mannschaft in die 2. Bundesliga auf, in der sie ein Tor in zwölf Punktspielen erzielte. Von 2021 bis 2023 gehörte sie fortan der Zweitvertretung in der Regionalliga Nordost an, in der sie sechs Tore in 25 Punktspielen erzielte.

### Erfolge
- Meister Regionalliga Nordost 2020 und Aufstieg in die  2. Bundesliga, Staffel Nord
- Sachsenpokal-Sieger 2023 (mit RB Leipzig II)